# Кампи, Джулио
Джу́лио Ка́мпи (итал. Giulio Campi; 1502, Кремона, Ломбардия — 5 марта 1572, Кремона) — живописец и архитектор позднего Итальянского Возрождения и раннего маньеризма ломбардской школы. Портретист.

## Жизнь и творчество
Джулио Кампи родился в Кремоне в Ломбардии, на севере Италии, в 1502 году. Он был старшим сыном Галеаццо Кампи, родоначальника большой художественной семьи. Его братья Винченцо Кампи и Антонио Кампи также стали известными художниками. Первые уроки Джулио получил от отца. В 1522 году поступил в мастерскую Джулио Романо в Мантуе где, кроме живописи, изучал также скульптуру и архитектуру. Он посетил Рим, стал страстным исследователем античности и, подобно Бернардино Кампи (1522—1591) — своему дальнему родственнику, — в собственном творчестве соединил ломбардские и римские традиции. Бернард Беренсон назвал Винченцо Кампи «изящным и элегантным эклектиком».
Над некоторыми произведениями Джулио Кампи работал вместе с Камилло Бокаччино, сыном Бокаччо Бокаччино, у которого Кампи, возможно, также обучался.
Кампи называют «Лодовико Карраччи Кремоны» за его влияние, поскольку Кампи оказал такое же влияние в эпоху Возрождения на художников Кремоны, какое Карраччи оказал на художников барокко в Болонье. Когда ему было всего двадцать семь лет, Джулио выполнил для церкви Сант-Абондио свой шедевр — «Мадонну с Младенцем со святыми Цельсом и Надзаром» (1527). Алтарная картина, виртуозная по свободе рисунка и великолепию красок, выполнена в стиле венецианской школы живописи. Известны также фрески работы Джулио Кампи в церкви Санта-Маргарита в Кремоне. Все работы художника отличаются глубоким благочестием. Многие из его фресок находятся в церквях Кремоны, Мантуи, Милана. Среди его главных произведений — «Снятие с креста» в церкви Сан-Сиджисмондо в Кремоне и фрески в куполе церкви Сан-Джироламо в Мантуе. Он участвовал в реконструкции и росписях церкви Санта-Рита в Кремоне. Алтарный образ в Сан-Сиджисмондо и его «Подвиги Геркулеса» были награвированы гравёром по прозванию «Иль Мантовано».
Джулио Кампи много работал в жанре портретной живописи. «Портрет Галеаццо Кампи», отца художника, находится в собрании портретов галереи Уффици во Флоренции. В санкт-петербургском Эрмитаже имеется одна картина Джулио Кампи: «Мужской портрет», ранее находившийся в собрании Кроза в Париже.
Многие специалисты атрибутируют Джулио Кампи картину «Игроки в шахматы» 1590 года из собрания Берлинской картинной галереи.

## Галерея
- Роспись плафона церкви Сан-Сиджисмондо в Кремоне.
- Четыре эпизода из жизни Святой Агаты. 1537. Фреска. Церковь Санта-Агата, Кремона
- Портрет Оттавио Фарнезе. 1551. Холст, масло. Муниципальный музей, Пьяченца
- Портрет отца, художника Галеаццо Кампи. 1535. Холст, масло. Уффици, Флоренция
- Мужской портрет. 1540-е. Холст, масло. Государственный Эрмитаж, Санкт-Петербург
- Портрет альтиста. 1650-е. Холст, масло. Частное собрание
- Портрет мужчины в чёрном. 1530. Холст, масло
- Игра в шахматы. Между 1530 и 1532. Холст, масло. Муниципальный музей древнего искусства, Турин
- Аллегория бренности (Ванитас). 1530—1540. Холст, масло. Музей Польди-Пеццоли, Милан